# Mehrez Zribi
Mehrez Zribi, né le 22 décembre 1971 à Sfax, est un physicien franco-tunisien.
Directeur de recherche au CNRS, il est à la tête de l'observatoire Midi-Pyrénées (OMP) à Toulouse depuis 2024. De 2021 à 2023, il dirige le Centre d'études spatiales de la biosphère (CESBIO), où il étudie le potentiel des données satellite pour le suivi des états des surfaces continentales dans le contexte des changements climatiques et anthropiques. Il s'intéresse notamment au développement de l'instrumentation aéroportée et l'utilisation des données micro-ondes pour l'estimation de l'état hydrique du sol. Il est récipiendaire de la médaille d'argent du CNRS en 2023.

## Formation
Mehrez Zribi intègre en 1992 l'École nationale supérieure d'ingénieurs de constructions aéronautiques (ENSICA). 
Sa thèse de doctorat à l'université Toulouse-III-Paul-Sabatier porte sur la télédétection radar.

## Carrière
Mehrez Zribi intègre ensuite le Centre national de la recherche scientifique, où il est promu directeur de recherche. Il coordonne de nombreux projets de calibration et validation de missions spatiales dans le domaine de la gestion des ressources en eau. En 2021, il est nommé directeur du CESBIO,. En 2024, il est nommé directeur de l'OMP.

## Publications
Mehrez Zribi est co-auteur de plus de 170 articles scientifiques publiés dans des revues internationales à comité de lecture. Il a par ailleurs co-édité une dizaine de livres dans le domaine de la télédétection. Il est également auteur de deux contes,.

## Distinction
Mehrez Zribi reçoit la médaille d'argent du CNRS en 2023 pour ses travaux sur l'estimation de l'humidité du sol par télédétection. Il est membre de la Société philomathique de Paris.